# Екатеринославское казачье войско
Екатериносла́вское казачье войско (Екатеринославский казачий корпус, Ново-Донское казачье войско) — войсковое казачье формирование Российской империи, существовавшее в конце XVIII века.

## История
Войско было сформировано князем Потемкиным из поселённых в Екатеринославском наместничестве Бугских казачьих полков и однодворцев — бывших солдат Украинского ландмилицского корпуса, а также из приписанных к войску старообрядцев, мещан и ремесленников Екатеринославского, Вознесенского и Харьковского наместничеств в 1787 году. 
Численность населения войска по состоянию на 1788 год составляла более 50 000 человек, из них боевой состав достигал 10 000 человек. Отличилось во время взятия Аккермана, Килии и Измаила, принимая участие в русско-турецкой войне 1787—1791 годов.
Определенного законоположения о порядке службы екатеринославских казаков издано не было, и старшины Войска Донского управляли местными казаками по своему произволу. В силу этого, а также благодаря военным обстоятельствам, войско пришло в расстройство, и значительная часть екатеринославских казаков подала ходатайство о возвращении их в «первобытное состояние».
В 1796 году, по представлению князя Зубова, Екатерина II велела расформировать Екатеринославское войско, а казаков приписать к мещанам и государственным крестьянам, предоставив им двухгодичную льготу от платежа казенных податей.
В 1802 году было осуществлено переселение части составляющего его населения на Кубань, где последнее впоследствии послужило основой при организации Кавказского полка Кубанского казачьего войска.